# Taifun Nabi

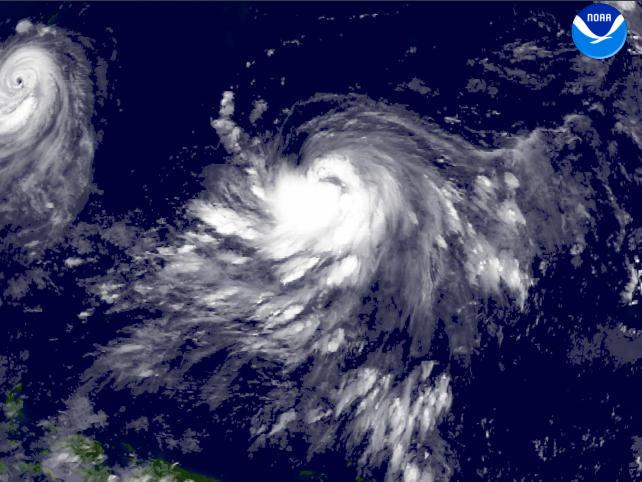
Taifun Nabi in der Entstehung am 30. August 2005

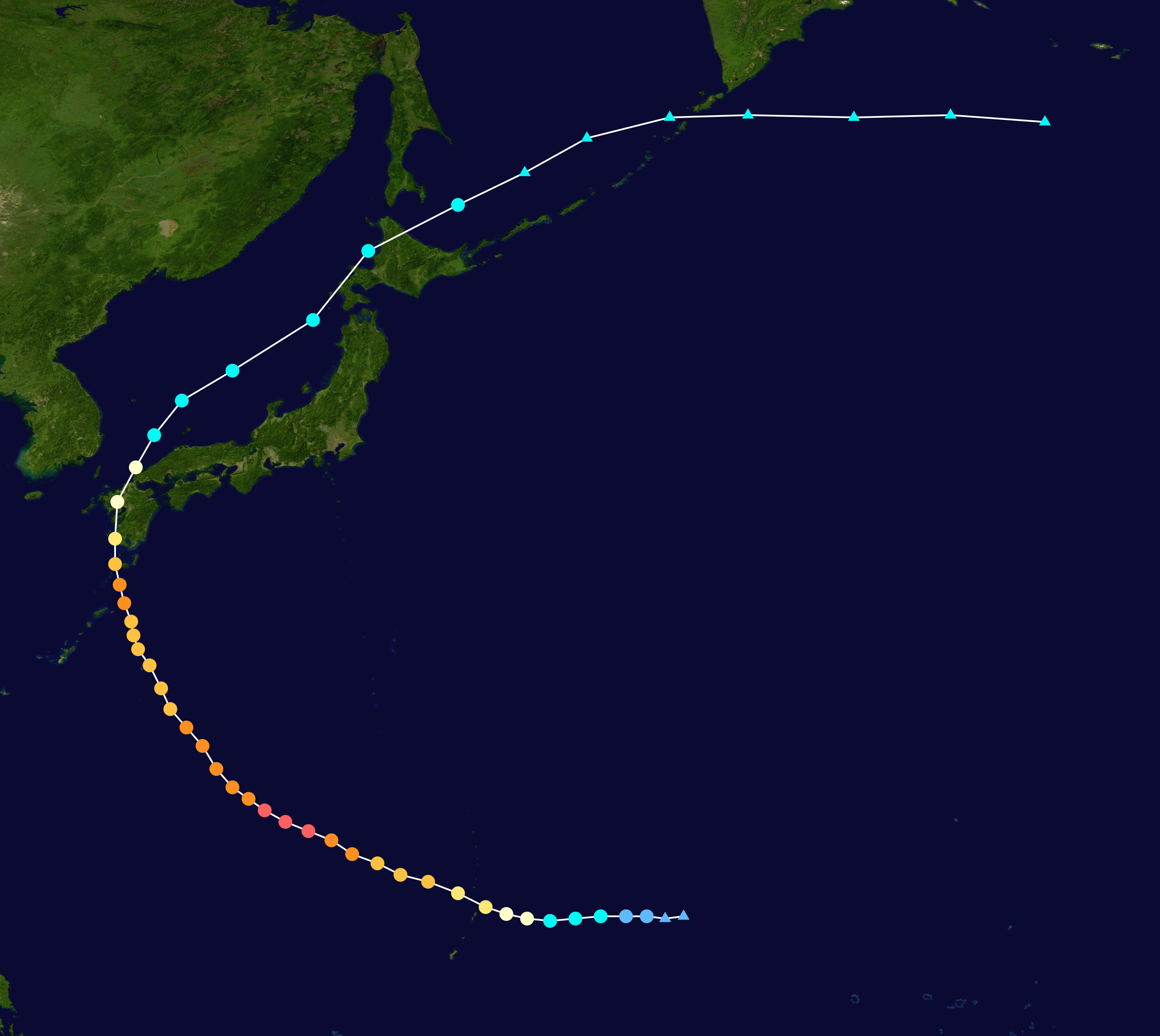
Weg des Taifuns

Der Taifun Nabi (nabi ist das koreanische Wort für Schmetterling) war der 14. Taifun des Jahres 2005 und folgte kurz nach dem Taifun Talim. Er traf am 6. September 2005 auf die japanische Insel Kyūshū und am 8. September auf Hokkaidō.
Auf der fünfstufigen Saffir-Simpson-Hurrikan-Windskala wurde er zunächst auf dem Meer als Taifun der Kategorie 5 und später, als er sich dem Land näherte, als Sturm der Stufe 4 eingeordnet. Daher wird er auch als „Supertaifun“ bezeichnet.

## Sturmverlauf
Am 29. August 2005 entstand in der Nähe der Marianeninsel Saipan ein tropischer Wirbelsturm, der sich bis zum 30. August zu einem Taifun steigerte. Er passierte Guam und Saipan am 31. August, dabei wurden auf Saipan Windgeschwindigkeiten von 120 km/h gemessen und auf Guam ein Niederschlag von etwa 57 mm.
Nachdem der Sturm an den Marianen vorbeigezogen war, wurde er am 1. September als Stufe 5 auf der Saffir-Simpson-Hurrikan-Windskala bewertet. Beim Erreichen der Philippinen am 3. September erhielt er zunächst den Namen Jolina.
Am 6. September traf Nabi mit Windgeschwindigkeiten von 185 km/h auf die japanische Insel Kyūshū. Am 7. September flaute er auf dem Meer ab und wurde zum Tropensturm zurückgestuft. Auswirkungen waren aber bis nach Korea zu spüren.
Am 8. September erreichte der Sturm mit Windgeschwindigkeiten von 90 km/h die japanische Insel Hokkaidō und flaute nach dem Überqueren der Insel zu einem Tiefdruckgebiet ab.

## Schäden

### Südkorea
In Südkorea gab es vier Vermisste.

### Japan
In Japan verursachte Nabi 21 Todesopfer, 140 Menschen wurden verletzt (davon rund 30 schwer), sieben Personen werden vermisst. Das erste Todesopfer war ein 72-jähriger Mann, der in Tokio ertrank, als er versuchte, sein eingeschlossenes Fahrzeug zu retten. 
115.000 Menschen waren zuvor aus dem betroffenen Gebiet evakuiert worden, 40.000 Menschen suchten in Notunterkünften Schutz. Etwa 270.000 Haushalte waren zeitweise ohne Strom, davon war auch die japanische Hauptstadt Tokio betroffen. 700 Flüge, Bahn- und Fährverbindungen wurden gestrichen. Mehrere Fabriken wurden geschlossen. Der japanische Ministerpräsident Koizumi Junichirō sagte seine Wahlkampfauftritte ab, um sich um das Krisenmanagement zu kümmern.
Auf Hokkaidō wurden 700 Schulen geschlossen, und in etwa 1700 Haushalten fiel der Strom aus.
Nabi zerstörte rund 1000 Häuser und überflutete 11.400 weitere.